# Кеті Волинець
Кеті Волинець (англ. Katie Volynets, 1 січня 2002) — американська тенісистка українського походження. Найкраще досягнення на поточний момент — 74 позиція в одиночному рейтингу WTA, що була здобута 6 березня 2023 року.

## Біографія
Народилася 31 грудня 2001 року в Волнат-Крік, в сім'ї емігрантів з України. Має далеких родичів в Києві та Дніпрі. 2016 року вона перемогла на юніорському турнірі «Orange Bowl» в категорії до 16 років.

## Кар'єра
11 серпня 2019 року Волинець виграла турнір USTA Girls 18s National Championships в фінальному поєдинку з Еммою Наварро, за що отримала wild card до основної сітки US Open цього ж року. В 2023 році дійшла до 3-го раунду Australian Open, здолавши у перших двох раундах російських тенісисток.

## Виноски
1. ↑  Volynets Targets Continued Pro Circuit Success. tennisrecruiting.net. 26 листопада 2018. Процитовано 11 серпня 2019.
2. ↑  Five things to know about American qualifier Katie Volynets. Women's Tennis Association (англ.). Процитовано 19 січня 2023.